# Vela ai Giochi della XI Olimpiade - 8 metri
La competizione della categoria 8 metri  di vela ai Giochi della XI Olimpiade si è svolta nei giorni dal 4 al 12 agosto 1936 al Kieler Förde (Baia di Kiel).

## Partecipanti
Tra gli equipaggi figuravano due donne; la britannica Beryl Preston e la statunitense Antonia Churchill. 
| Nazione       | Barca       | Equipaggio |
| ------------- | ----------- | --- |
| Argentina     | Matrero II  | Guillermo Peralta, Hipólito Gil, Luis Aguirre, Mario Ortíz, Rafael Iglesias, Rufino Rodríguez de la Torre       |
| Danimarca     | Anitra      | Carl Berntsen, Hans Tholstrup, Niels Schibbye, Niels Wal Hansen, Otto Gunnar Danielsen, Vagn Kastrup            |
| Finlandia     | Sheerio     | Gunnar Grönblom, Hilding Silander, Olof Wallin, Oscar Sumelius, Sven Grönblom, Walter Kjellberg                 |
| Francia       | EA II       | Charles Gaulthier, Ernest Granier, Henri Bachet, Henri Schelcher, Jacques Arbaut, Pierre Gauderman              |
| Germania      | Germania II | Alfried Krupp, Eduard Mohr, Felix Scheder-Bieschin, Fritz Bischoff, Hans Howaldt, Otto Wachs                    |
| Gran Bretagna | Saskia      | Beryl Preston, Francis Preston, John Eddy, Joseph Compton, Kenneth Preston, Robert Steele                       |
| Italia        | Italia      | Bruno Bianchi, Domenico Mordini, Enrico Poggi, Giovanni Reggio, Luigi De Manincor, Luigi Poggi                  |
| Norvegia      | Silja       | Hans Struksnæs, Jacob Tullin Thams, John Ditlev-Simonsen, Lauritz Schmidt, Nordahl Wallem, Olaf Ditlev-Simonsen |
| Stati Uniti   | Angelita    | Antonia Churchill, Frederick Shick, Carl Dorsey, Owen Churchill, Robert Sutton, William Keane                   |
| Svezia        | Ilderim     | Bo Westerberg, Detlow von Braun, Marcus Wallenberg, Per Gedda, Tore Holm, Wilhelm Moberg                        |

## Risultati
| Regata 1 4 agosto | Regata 1 4 agosto | Regata 1 4 agosto | Regata 1 4 agosto | Regata 2 5 agosto | Regata 2 5 agosto | Regata 2 5 agosto | Regata 2 5 agosto | Regata 3 6 agosto | Regata 3 6 agosto | Regata 3 6 agosto | Regata 3 6 agosto | Regata 4 7 agosto | Regata 4 7 agosto | Regata 4 7 agosto | Regata 4 7 agosto |
| Pos.              | Nazione           | Tempo             | Punti             | Pos.              | Nazione           | Tempo             | Punti             | Pos.              | Nazione           | Tempo             | Punti             | Pos.              | Nazione           | Tempo             | Punti             |
| ----------------- | ----------------- | ----------------- | ----------------- | ----------------- | ----------------- | ----------------- | ----------------- | ----------------- | ----------------- | ----------------- | ----------------- | ----------------- | ----------------- | ----------------- | ----------------- |
| 1                 | Svezia            | 2-12:43           | 10                | 1                 | Norvegia          | 2-14:20           | 10                | 1                 | Svezia            | 2-10:36           | 10                | 1                 | Italia            | 3-26:22           | 10                |
| 2                 | Italia            | 2-14:28           | 9                 | 2                 | Germania          | 2-15:48           | 9                 | 2                 | Norvegia          | 2-13:50           | 9                 | 2                 | Danimarca         | 3-28:57           | 9                 |
| 3                 | Norvegia          | 2-15:07           | 8                 | 3                 | Svezia            | 2-16:29           | 8                 | 3                 | Finlandia         | 2-14:26           | 8                 | 3                 | Svezia            | 3-29:43           | 8                 |
| 4                 | Gran Bretagna     | 2-15:57           | 7                 | 4                 | Gran Bretagna     | 2-17:08           | 7                 | 4                 | Germania          | 2-14:45           | 7                 | 4                 | Germania          | 3-31:21           | 7                 |
| 5                 | Finlandia         | 2-17:08           | 6                 | 5                 | Italia            | 2-19:32           | 6                 | 5                 | Gran Bretagna     | 2-14:51           | 6                 | 5                 | Gran Bretagna     | 3-33:46           | 6                 |
| 6                 | Germania          | 2-17:11           | 5                 | 6                 | Finlandia         | 2-19:34           | 5                 | 6                 | Italia            | 2-18:49           | 5                 | 6                 | Norvegia          | 3-34:17           | 5                 |
| 7                 | Stati Uniti       | 2-17:24           | 4                 | 7                 | Argentina         | 2-20:31           | 4                 | 7                 | Argentina         | 2-18:59           | 4                 | 7                 | Finlandia         | 3-34:58           | 4                 |
| 8                 | Argentina         | 2-17:26           | 3                 | 8                 | Stati Uniti       | 2-23:47           | 3                 | 8                 | Stati Uniti       | 2-19:48           | 3                 | 8                 | Stati Uniti       | 3-35:28           | 3                 |
| 9                 | Danimarca         | 2-30:50           | 2                 | 9                 | Francia           | 2-24:08           | 2                 | 9                 | Francia           | 2-20:32           | 2                 | 9                 | Argentina         | 3-36:53           | 2                 |
| 10                | Francia           | 2-30:51           | 1                 | 10                | Danimarca         | 2-30:15           | 1                 | 10                | Danimarca         | 2-27:32           | 1                 | -                 | Francia           | DQ                | 0                 |

| Regata 5 8 agosto | Regata 5 8 agosto | Regata 5 8 agosto | Regata 5 8 agosto | Regata 6 9 agosto | Regata 6 9 agosto | Regata 6 9 agosto | Regata 6 9 agosto | Regata 7 10 agosto | Regata 7 10 agosto | Regata 7 10 agosto | Regata 7 10 agosto | Spareggio 12 agosto | Spareggio 12 agosto | Spareggio 12 agosto | Spareggio 12 agosto |
| Pos.              | Nazione           | Tempo             | Punti             | Pos.              | Nazione           | Tempo             | Punti             | Pos.               | Nazione            | Tempo              | Punti              | Pos.                | Nazione             | Tempo               |                     |
| ----------------- | ----------------- | ----------------- | ----------------- | ----------------- | ----------------- | ----------------- | ----------------- | ------------------ | ------------------ | ------------------ | ------------------ | ------------------- | ------------------- | ------------------- | ------------------- |
| 1                 | Germania          | 2-42:42           | 10                | 1                 | Germania          | 2-57:27           | 10                | 1                  | Svezia             | 2-35:22            | 10                 | 1                   | Norvegia            | 2-18:20             |                     |
| 2                 | Danimarca         | 2-45:58           | 9                 | 2                 | Francia           | 3-01:02           | 9                 | 2                  | Italia             | 2-35:24            | 9                  | 2                   | Germania            | 2-20:15             |                     |
| 3                 | Italia            | 2-46:30           | 8                 | 3                 | Italia            | 3-02:00           | 8                 | 3                  | Norvegia           | 2-38:10            | 8                  |                     |                     |                     |                     |
| 4                 | Finlandia         | 2-46:35           | 7                 | 4                 | Norvegia          | 3-02:33           | 7                 | 4                  | Finlandia          | 2-38:20            | 7                  |                     |                     |                     |                     |
| 5                 | Norvegia          | 2-46:57           | 6                 | 5                 | Gran Bretagna     | 3-02:50           | 6                 | 5                  | Stati Uniti        | 2-38:46            | 6                  |                     |                     |                     |                     |
| 6                 | Svezia            | 2-48:05           | 5                 | 6                 | Argentina         | 3-04:00           | 5                 | 6                  | Germania           | 2-39:56            | 5                  |                     |                     |                     |                     |
| 7                 | Francia           | 2-48:49           | 4                 | -                 | Danimarca         | DQ                | 0                 | 7                  | Argentina          | 2-41:20            | 4                  |                     |                     |                     |                     |
| 8                 | Argentina         | 2-49:33           | 3                 | -                 | Finlandia         | DQ                | 0                 | 8                  | Francia            | 2-41:46            | 3                  |                     |                     |                     |                     |
| 9                 | Gran Bretagna     | 2-59:16           | 2                 | -                 | Svezia            | DQ                | 0                 | 9                  | Gran Bretagna      | 2-43:22            | 2                  |                     |                     |                     |                     |
| 10                | Stati Uniti       | 3-00:07           | 1                 | -                 | Stati Uniti       | DQ                | 0                 | -                  | Danimarca          | DNF                | 0                  |                     |                     |                     |                     |

## Classifica finale
| Pos.    | Nazione       | Barca       | Equipaggio | Punti Totali | Punti ottenuti nelle regate | Punti ottenuti nelle regate | Punti ottenuti nelle regate | Punti ottenuti nelle regate | Punti ottenuti nelle regate | Punti ottenuti nelle regate | Punti ottenuti nelle regate | Punti ottenuti nelle regate |
| Pos.    | Nazione       | Barca       | Equipaggio | Punti Totali | 1                           | 2                           | 3                           | 4                           | 5                           | 6                           | 7                           | S                           |
| ------- | ------------- | ----------- | --- | ------------ | --------------------------- | --------------------------- | --------------------------- | --------------------------- | --------------------------- | --------------------------- | --------------------------- | --------------------------- |
| Oro     | Italia        | Italia      | Bruno Bianchi, Domenico Mordini, Enrico Poggi, Giovanni Reggio, Luigi De Manincor, Luigi Poggi                  | 55           | 9                           | 6                           | 5                           | 10                          | 8                           | 8                           | 9                           |                             |
| Argento | Norvegia      | Silja       | Hans Struksnæs, Jacob Tullin Thams, John Ditlev-Simonsen, Lauritz Schmidt, Nordahl Wallem, Olaf Ditlev-Simonsen | 53           | 8                           | 10                          | 9                           | 5                           | 6                           | 7                           | 8                           | V                           |
| Bronzo  | Germania      | Germania II | Alfried Krupp, Eduard Mohr, Felix Scheder-Bieschin, Fritz Bischoff, Hans Howaldt, Otto Wachs                    | 53           | 5                           | 9                           | 7                           | 7                           | 10                          | 10                          | 5                           | P                           |
| 4       | Svezia        | Ilderim     | Bo Westerberg, Detlow von Braun, Marcus Wallenberg, Per Gedda, Tore Holm, Wilhelm Moberg                        | 51           | 10                          | 8                           | 10                          | 8                           | 5                           | 0                           | 10                          |                             |
| 5       | Finlandia     | Sheerio     | Gunnar Grönblom, Hilding Silander, Olof Wallin, Oscar Sumelius, Sven Grönblom, Walter Kjellberg                 | 37           | 6                           | 5                           | 8                           | 4                           | 7                           | 0                           | 7                           |                             |
| 6       | Gran Bretagna | Saskia      | Beryl Preston, Francis Preston, John Eddy, Joseph Compton, Kenneth Preston, Robert Steele                       | 36           | 7                           | 7                           | 6                           | 6                           | 2                           | 6                           | 2                           |                             |
| 7       | Argentina     | Matrero II  | Guillermo Peralta, Hipólito Gil, Luis Aguirre, Mario Ortíz, Rafael Iglesias, Rufino Rodríguez de la Torre       | 25           | 3                           | 4                           | 4                           | 2                           | 3                           | 5                           | 4                           |                             |
| 8       | Danimarca     | Anitra      | Carl Berntsen, Hans Tholstrup, Niels Schibbye, Niels Wal Hansen, Otto Gunnar Danielsen, Vagn Kastrup            | 22           | 2                           | 1                           | 1                           | 9                           | 9                           | 0                           | 0                           |                             |
| 9       | Francia       | EA II       | Charles Gaulthier, Ernest Granier, Henri Bachet, Henri Schelcher, Jacques Arbaut, Pierre Gauderman              | 21           | 1                           | 2                           | 2                           | 0                           | 4                           | 9                           | 3                           |                             |
| 10      | Stati Uniti   | Angelita    | Antonia Churchill, Frederick Shick, Carl Dorsey, Owen Churchill, Robert Sutton, William Keane                   | 20           | 4                           | 3                           | 3                           | 3                           | 1                           | 0                           | 6                           |                             |